# Rubén Márquez
Rubén Eduardo Márquez fue un militar argentino, que alcanzó la jerarquía de capitán póstumamente en el Ejército Argentino, del arma de ingenieros. En diciembre de 1981 es destinado al Liceo Militar General San Martín, donde pasa a revistar como oficial instructor de los cadetes de quinto Curso, logrando gran ascendiente entre los cadetes.

## Antecedentes personales
Márquez nació en Coronda (provincia de Santa Fe) en julio de 1952. Llegó al rango de subteniente de reserva después de cursar el Liceo Militar General Belgrano (promoción XIX).
En 1973 egresó del colegio militar como subteniente del arma de ingenieros. 
En el año 1981 contrajo matrimonio. No tuvo hijos.
En diciembre de 1981 es destinado al Liceo Militar General San Martín, donde pasa a revistar como oficial instructor de los cadetes de quinto Curso, logrando gran ascendiente entre los cadetes.

## Guerra de Malvinas
A mediados del mes de mayo es movilizado a la recientemente creada Compañía de Comandos 602 al mando del entonces mayor Aldo Rico.

Rubén Márquez era un integrante de la 2.ª Sección de Asalto, que estaba al mando del Capitán Tomás Fernández. Siendo el 30 de mayo participa de una misión de exploración junto con su sección en el sector de Monte Kent. Estando en Bluff Cove Peak con el sargento primero Oscar Humberto Blas se adelanta para observar. Márquez fue descubierto casi inmediatamente por la Sección Aire (16 Air Troop) del SAS. Ambos mueren en la acción hecho por el que fueron condecorados con la Medalla al Valor en Combate

El combate se produjo con parte del grupo de plana mayor del mayor Cedric Delves en la cual dos británicos fueron alcanzados por granadas de mano, según el historiador estadounidense Martín Arostegui.

## Destino de sus restos
Márquez fue enterrado por los británicos en una tumba sin identificar en el cementerio de Darwin. En 1998, su madre, Elda Gazzo viajó hasta las Islas Malvinas para intentar dar con el cuerpo de su hijo. Entonces, un hombre le dijo anónimamente dónde estaba enterrado Márquez. Se comprobará que la información era verídica.
En el mes de octubre de 2018, gracias a la labor de Cruz Roja y el Equipo Argentino de Antropología Forense, se dio a conocer públicamente la identificación de su cuerpo en el cementerio de Darwin, Malvinas. La identificación de Márquez, que se encontraba junto a su compañero Oscar Blas (quien fue identificado antes) en el sector B del cementerio, se demoró debido a que el ADN debió ser cotejado con muestras de sus sobrinos.

## Condecoraciones y homenajes
- Por decreto 577 del año 1983, se le otorgó la medalla “La Nación Argentina al Valor en Combate”.[9]

- En 1998 fue declarado "héroe nacional" por la ley 24.950,[10] junto con otros combatientes argentinos fallecidos en la guerra de las Malvinas.

- La Plaza de Armas del Liceo Militar General San Martín lleva su nombre en su honor.

- A los 40 años de la guerra, se inauguró un busto donado por sus ex-cadetes del liceo en homenaje en la plazoleta Héroes de Malvinas en su ciudad natal.